# Lina Morgenstern

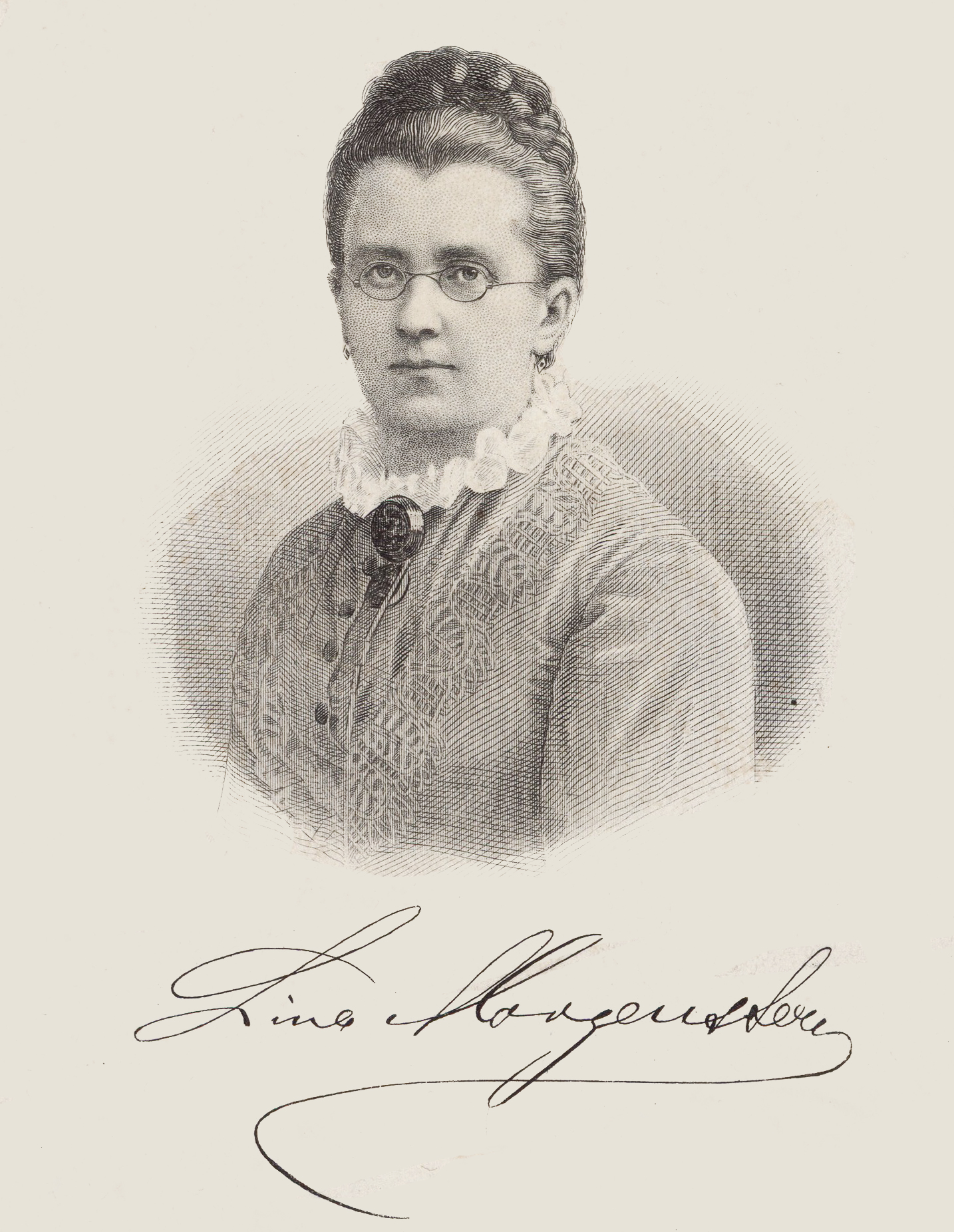
Lina Morgenstern

Lina Morgenstern, född Bauer 25 november 1830 i Breslau, död 16 december 1909 i Berlin, var en tysk banbrytare för kvinnorörelsen som även verkade för folkbildning och utveckling av barnuppfostran.

## Tidigare levnad
Morgensterns far Albert, som tillhörde den välutbildade judiska medelklassen, var positivt inställd till revolutionerna under 1848, och tillät sin dotter att få en progressiv utbildning. Både fadern och modern var aktiva inom välgörenhetsprojekt, Lina Morgenstern fick tidigt bistå sin mor i dessa. I denna miljö av medmänskligt ansvar och politiskt engagemang väcktes Morgensterns vilja att själv arbeta för mänsklighetens fromma. Sin första välgörenhetsorganisation startade hon då hon fyllde 18 år, med hjälp av gåvor hon fått i samband med födelsedagen. Denna första organisation kom att vara aktiv i 80 år.

## Yrkesliv

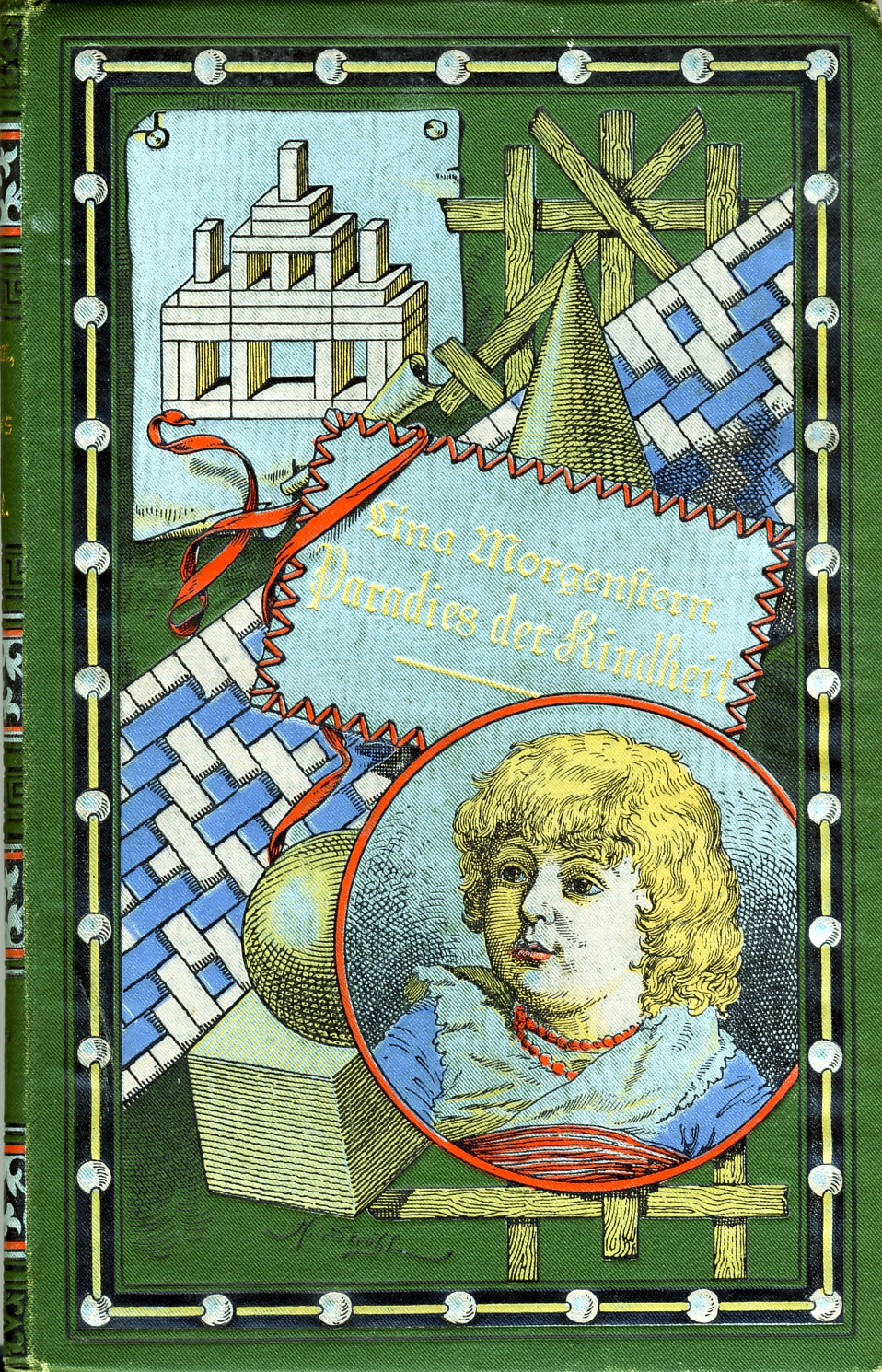
Omslaget till Morgensterns verk Paradies der Kindheit

Morgenstern levde efter sitt giftermål 1854 i Berlin. Hennes makes affärer gick dåligt och Morgenstern tvingades försöka bidra till hushållets försörjning. Detta gjorde hon genom att skriva artiklar för bland annat tidskrifter. Artiklarna kunde till exempel handla om hushållning eller barnuppfostran. Hon publicerade senare även en mängd böcker på liknande sociala teman.
Hon bildade och ledde 1859–1866 Kvinnoföreningen för Kindergarten, stiftade 1866 Föreningen för Berlins folkkök, 1868 Barnaskyddsföreningen, 1869 en akademi för kvinnors vetenskapliga utbildning, 1873 Berlins husmödraförening och 1880 en lanthushållningsskola för fattiga flickor. Från 1889 ledde hon i flera år tillsammans med två läkare kurser i hemsjukvård. Hon utgav från 1874 "Deutsche Hausfrauenzeitung" och 1889–1894 ’’Monatsschrift für junge Mädchen". Hon organiserade Berlins kvinnokongress 1896.
Lina Morgenstern avled 1909 och ligger begravd på judiska kyrkogården i Berlin-Weissensee.